# Fateḥ ʿAlī Tīpū
Fateḥ ʿAlī Tīpū, conosciuto anche come Tigre del Mysore, Tippu Sultan o Tippoo Sahib, (Devanahalli, 20 novembre 1750 – Srirangapatna, 4 maggio 1799), è stato un sultano indiano, de facto re del regno di Mysore dal 1782 fino alla sua morte.
Riconosciuto come uno dei più grandi governatori Sud Asiatici di tutti i tempi, Tīpū Sulṭān fu il primo Indiano considerato come combattente per la libertà. Era il primo figlio di Hyder Ali e della sua seconda moglie, Fāṭima Fakhr al-nisāʾ.
Fateḥ ʿAlī Tīpū, oltre ad essere un intellettuale, fu anche un soldato e un poeta, parlando fluentemente kannada, indostano, persiano, arabo, inglese e francese. Nonostante la maggior parte della popolazione fosse induista egli era un devoto musulmano e acconsentì, su richiesta francese, alla costruzione della prima chiesa cristiana a Mysore. In virtù dell'alleanza con Napoleone e i Francesi e dell'ostilità verso gli Inglesi, sia Fateḥ ʿAlī Tīpū sia il padre Hyder Ali non esitarono a utilizzare il loro esercito, addestrato dagli stessi Francesi, contro l'Impero Maratha, Malabar, Coorg, Sira e Bednur.
Il suo regno conobbe una crescita sostenuta del reddito pro capite e della popolazione, un cambiamento strutturale nell'economia e un maggiore ritmo dell'innovazione tecnologica, e raggiunse il culmine del suo potere economico e militare e del suo dominio nella seconda metà del XVIII secolo, sotto il governo di Hyder Ali e di suo figlio Tīpū Sulṭān, superando il Mughal Bengal come potenza economica dominante dell'Asia meridionale. Durante questo periodo, il regno avviò guerre contro i Maratha, gli Inglesi e il Niẓām di Hyderābād, che culminarono nelle cosiddette Guerre anglo-mysore.
L'Imperatore francese Napoleone Bonaparte desiderava stabilire una presenza francese a Mysore, rapporti con Tīpū Sulṭān e formare ulteriori alleanze indiane.
Durante l'infanzia di Tīpū, suo padre raggiunse una grande posizione di potere a Mysore e alla morte di quest'ultimo, nel 1782, Tīpū gli succedette a capo di un grande regno che andava dal fiume Krishna sino al mare d'Arabia e all'Oceano Indiano.
Egli rimase sempre un implacabile nemico della Compagnia britannica delle Indie Orientali, rinnovando anche antichi conflitti mai sopiti col vicino regno di Travancore nel 1789. Durante la Terza guerra anglo-mysore, Tīpū venne forzato ad accettare un trattato umiliante, perdendo gran parte dei territori precedentemente conquistati, tra cui il Malabar e Mangalore. Egli inviò ambascerie in Stati stranieri, tra cui l'Impero ottomano, Afghanistan e Francia, tentando di sollecitare nuove opposizioni al predominio britannico.
Nella Quarta guerra anglo-mysore, le forze combinate dei Britannici e del Niẓām di Hyderābād sconfissero Tīpū che rimase ucciso il 4 maggio 1799 nel tentativo di difendere coi suoi uomini il forte di Seringapatam.

## Biografia

### I primi anni

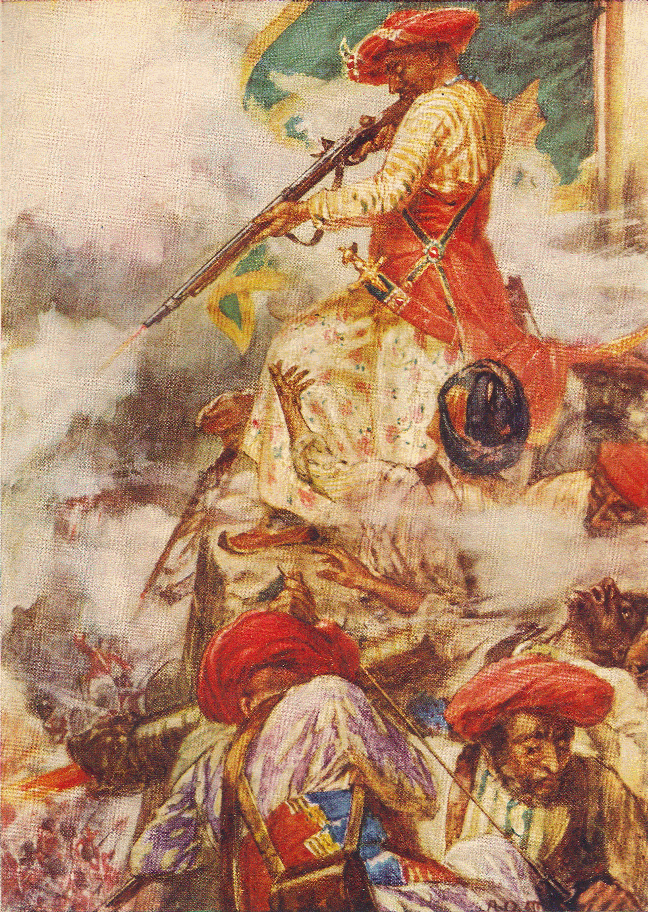
Il Sultano Tīpū combatte durante l'Assedio di Seringapatam.

Tipu nacque il 20 novembre 1750 (venerdì, 20 giorno di Dhu l-Hijja, 1163E.) a Devanahalli, nell'attuale Distretto rurale di Bangalore, a circa 33 chilometri a nord della città di Bangalore. Il suo nome derivava dal santo induista Tipu Mastan Aulia di Arcot.
Il padre di Tīpū, Hyder Ali, era stato un ufficiale militare al servizio del Regno di Mysore che rapidamente aveva guadagnato potere personale sino a divenire de facto regnante di Mysore dal 1761. Hyder si riteneva diretto discendente dalla tribù araba dei Quraysh, la medesima del profeta Maometto. Suo padre, Fateḥ Muḥammad, era nato a Kolar e aveva prestato servizio come comandante di 50 razzieri nell'esercito del Nawwāb del Karnataka. Fateḥ Muḥammad entrò poi al servizio dei raja della dinastia dei Wodeyar nel Regno di Mysore.
La madre di Tīpū, Fāṭima Fakhr al-Nisāʾ, era figlia di Mīr Muʿīn al-Dīn o di Shahal Tharique, governatore del forte di Kadapa. Hyder Ali nominò i migliori tra gli insegnanti del suo regno per istruire il figlio Tīpū, soprattutto perché gli insegnassero lingue come l'urdu, il persiano, l'arabo e il kannada, oltre al Corano, alla Legge islamica, all'equitazione, al tiro a segno e al salto ad ostacoli.

### I primi servizi militari

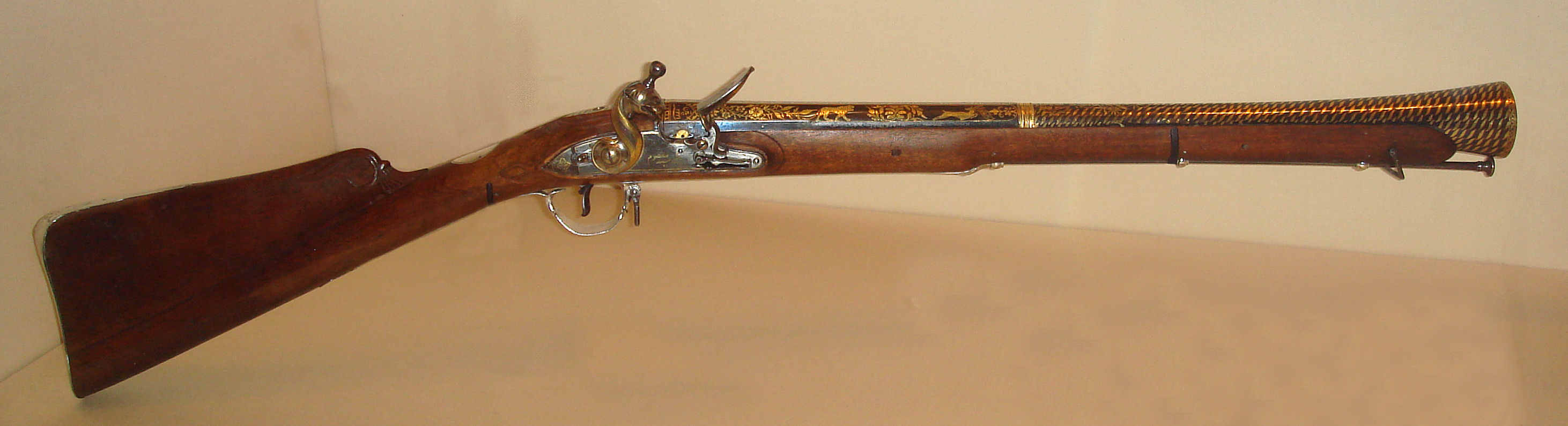
Una spingarda a canne mozze costruita per Tipu a Shrirangapattana, 1793–94. Tīpū si servì di molte manifatture occidentali e la sua arma preferita (in foto) mostra tutte le tecnologie più avanzate dell'epoca.

Tipu ottenne anche un'educazione in tattica militare da una serie di ufficiali francesi che vennero predisposti per lui dal potente padre. All'età di 15 anni, accompagnò il padre contro gli Inglesi nella Prima guerra anglo-mysore nel 1766 e ottenne il comando di un corpo di cavalleria nell'invasione del Karnataka nel 1767, all'età di 16 anni. Ebbe modo di distinguersi anche nella Prima guerra anglo-maratha del 1775–1779.
Alexander Beatson, che pubblicò un volume sulla Quarta guerra anglo-mysore dal titolo View of the Origin and Conduct of the War with Tippoo Sultaun, così descrive Tīpū: "La sua statura era attorno ai 1,72 cm; aveva un collo corto, spalle squadrate ed era piuttosto corpulento: i suoi arti erano piccoli, in particolare i suoi piedi e le sue mani; aveva grandi occhi pieni, piccole sopracciglia arcuate e un naso aquilino".

### La Seconda guerra anglo-mysore
Nel 1779, gli Inglesi presero il porto francese di Mahé, che Tīpū aveva posto sotto la propria personale protezione, provvedendovi truppe per la sua difesa. In risposta, Hyder aveva lanciato l'invasione della Karnataka, con l'intento di scacciare gli Inglesi da Madras. Durante questa campagna nel settembre del 1780, Tīpū ottenne da Hyder Ali il permesso di muoversi con 10 000 uomini e 18 cannoni per intercettare il colonnello Baillie che era sul punto di riunirsi con Sir Hector Munro. Nella Battaglia di Pollilur, Tīpū sconfisse in maniera decisiva Baillie. Su 360 europei, circa 200 vennero catturati vivi e i sepoy - circa 3 800 - soffrirono importanti perdite. Munro si stava muovendo a sud con una forza separata per unirsi a Baillie, ma udendo la notizia della sconfitta fu obbligato a ritirarsi a Madras, abbandonando la sua artiglieria in un acquitrino d'acqua a Kanchipuram.

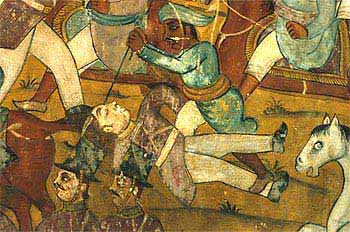
Murale della Battaglia di Pollilur sui muri della residenza estiva di Tīpū, dipinto per celebrare il suo trionfo sugli Inglesi.

Tīpū sconfisse il colonnello Braithwaite ad Annagudi presso Tanjore il 18 febbraio 1782. Le forze di Braithwaite, composte da 100 europei, 300 cavalieri, 1400 sepoy e 10 cannoni, era lo standard base delle forze coloniali britanniche. Tīpū s'impadronì di tutti i cannoni e prese prigioniero l'intero gruppo. Nel dicembre del 1781 Tipu conquistò Chittur ai Britannici. Tīpū aveva a questo punto ottenuto sufficiente esperienza militare per succedere a Hyder Ali quando questi morì il 6 dicembre 1782. Tīpū fu incoronato ufficialmente sultano di Mysore il 22 dicembre di quello stesso anno, con una cerimonia sobria, dal momento che di fatto egli era sottoposto all'autorità del Maharaja che però da tempo era relegato a un ruolo secondario.
La Seconda guerra anglo-mysore terminò nel 1784 col Trattato di Mangalore. Fu quella l'ultima occasione in cui un re indiano dettò dei termini di pacificazione agli Inglesi, e il trattato rappresenta ancora oggi un punto di grande prestigio per la storia dell'India. La guerra è inoltre ricordata per gli eccessi commessi da Hyder Ali e da Tīpū a Tanjore. Durante il periodo dell'occupazione che perdurò sei mesi, i due sultani si dedicarono essenzialmente a saccheggio del paese, distruggendone campi e bestiame. Sul finire del 1785 il missionario olandese Christian Friedrich Schwarz descrisse come Tīpū inoltre avesse fatto rapire 12 000 bambini della regione. L'economia di Tanjore crollò del 90% tra il 1780 ed il 1782. Tale periodo di grave crisi è conosciuto nel folklore locale col nome di Hyderakalam.

### Il governo di Mysore

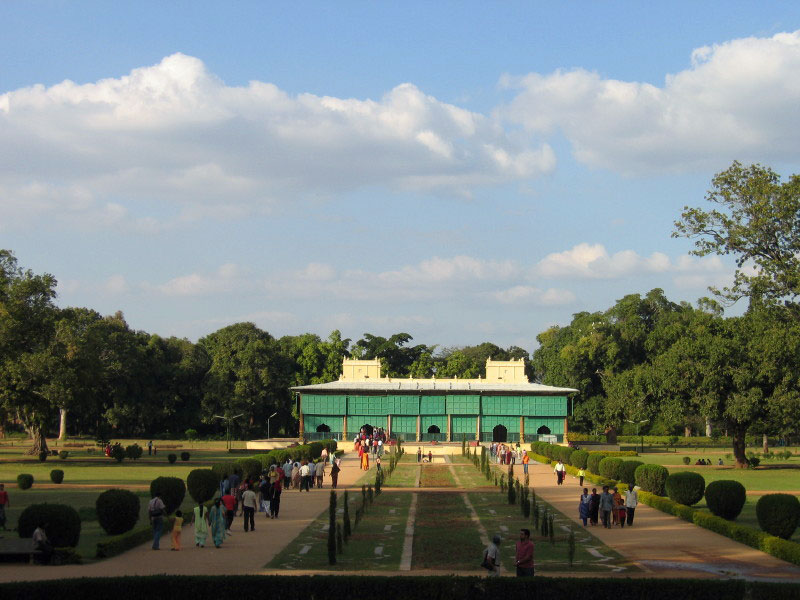
La residenza estiva di Tīpū a Shrirangapattana, Karnataka

Pur guidando un paese di fede essenzialmente induista, Tīpū rimase uno strenuo sostenitore della fede musulmana, recandosi giornalmente in moschea per recitarvi le preghiere d'obbligo. Egli fu sempre molto tollerante e su richiesta dei Francesi fece costruire la prima chiesa cattolica di Mysore.
Durante il suo regno, Tīpū portò alla fondazione della famosa diga di Krishna Raja Sagara sul fiume Cauvery. Completò inoltre il progetto del Lal Bagh iniziato da suo padre Hyder Ali, costruendo inoltre strade, strutture pubbliche e porti lungo le sponde del Kerala. I suoi domini si estendevano a nord di Bangalore, a Kanivenarayanapura, a Chickballapur. Le sue rotte commerciali si estendevano allo Sri Lanka, all'Oman, all'Impero durrani (Afghanistan), alla Francia, all'Impero ottomano e all'Iran. Sotto la sua guida, l'esercito di Mysore dimostrò di poter essere anche una valida scuola per la formazione militare e scientifica dei principi indiani. I seri danni che Tipu inflisse agli Inglesi nella prima e nella seconda guerra anglo-mysore, corroborarono la sua posizione come guerriero invincibile a capo di una potente nazione, simbolo della resistenza indiana all'invasore coloniale europeo.
Il dottor APJ Abdul Kalam, ex Presidente dell'India, durante una sua riflessione sulla figura di Tipu pubblicata nel 1991, definì il sultano come il principale innovatore dei primi razzi da guerra moderni. Due di questi razzi, catturati agli Inglesi a Srirangapatna, sono ancora oggi in mostra al Royal Artillery Museum di Londra. Egli tentò di sottomettere tutti i regni minori dell'India meridionale per estendere la propria potenza ed evitare alleanze interne vantaggiose ai suoi nemici. Sconfisse i Maratha e i Niẓām e fu uno dei pochi governanti indiani ad aver sconfitto eserciti britannici. Egli introdusse un nuovo sistema monetario, un nuovo calendario, un nuovo sistema di pesi e misure basato su quello francese.

#### Relazioni internazionali

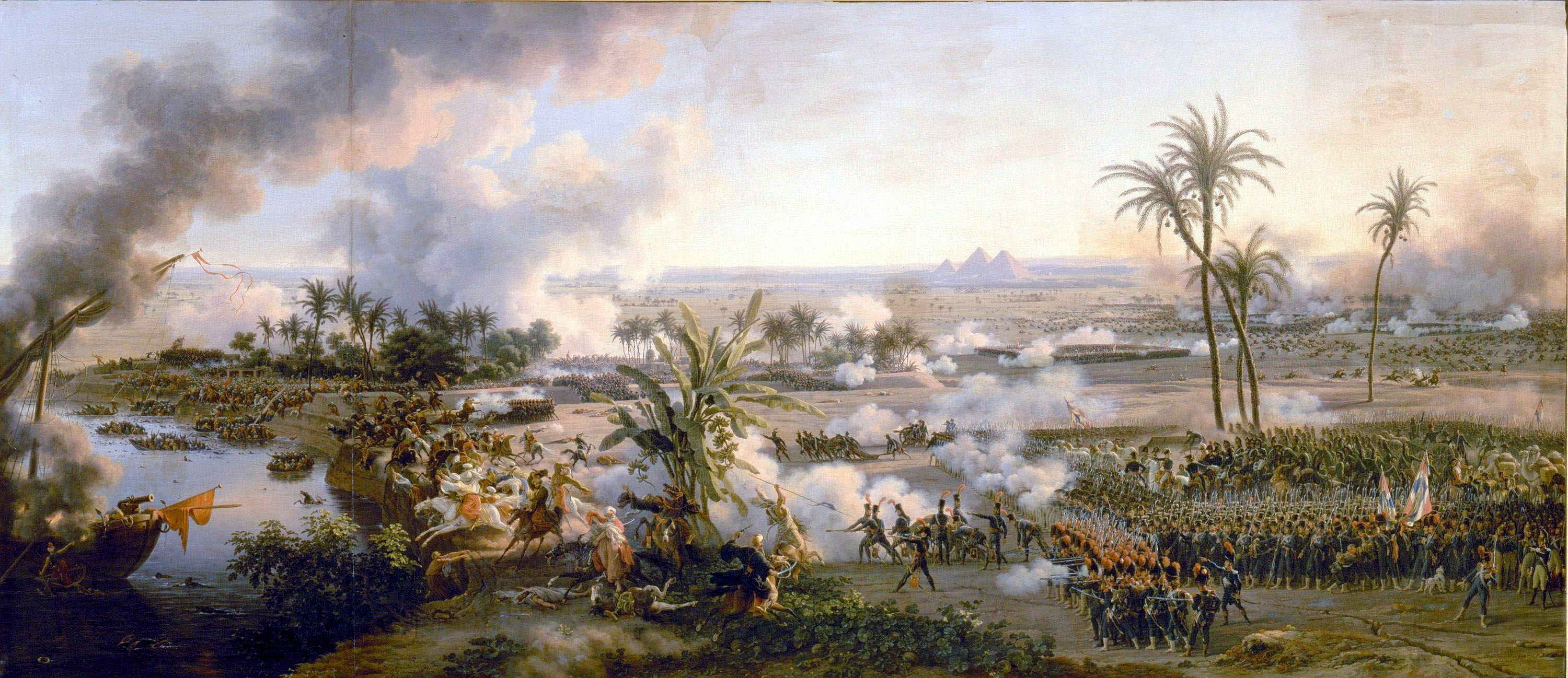
Nel suo tentativo di unione con Tīpū, Napoleone Bonaparte annetté l'Egitto ottomano nell'anno 1798.

Sia Hyder Ali sia Tīpū agirono come regnanti indipendenti di Mysore, ma ottennero riconoscimenti dall'imperatore mughal Shah 'Alam II col quale mantennero una stretta corrispondenza.
Immediatamente dopo la sua incoronazione, Tīpū prese parte all'investitura del nuovo Imperatore mughal. Nizam Ali Khan, il Niẓām di Hyderābād, espresse chiaramente la sua ostilità contro questo presunto governante di Mysore. Pur colpito da queste dichiarazioni, Tīpū proseguì comunque le proprie proficue relazioni con gli altri governanti del periodo.
Dopo che l'eunuco Ghulām Qadir ebbe accecato Shāh ʿĀlam II il 10 agosto 1788, si disse che Tīpū si fosse messo a piangere dalla disperazione per quell'atto. Dopo essersi scontrato coi Maratha, il sultano Tipu iniziò a corrispondere con Zamān Shāh Durrānī, il sovrano dell'Impero Durrani dell'Afghanistan, riuscendo con questi a sconfiggere i Maratha e a restaurare Shāh ʿĀlam II al potere.
Nel 1787, Tīpū inviò un'ambasceria alla capitale ottomana di Istanbul presso il Sultano Abdul Hamid I richiedendo urgente assistenza contro la Compagnia britannica delle Indie Orientali, proponendo la creazione di un'alleanza offensiva e difensiva. Tīpū richiese al Sultano ottomano di inviargli truppe e militari esperti. Successivamente Tīpū gli richiese anche il permesso di contribuire al mantenimento dei luoghi santi di Mecca, Medina, Najaf e Karbala. Gli Ottomani, però, erano essi stessi in crisi e ancora dovevano rimettersi dalle pesanti sconfitte subite nella recente guerra austro-turca, quando scoppiò una nuova guerra in Crimea guidata dai Russi. Per via dell'incapacità degli Ottomani di armare una flotta nell'Oceano Indiano, gli ambasciatori di Tīpū rincasarono solo con pochi doni del Sultano ottomano, evento che causò la perdita di molti territori nel 1792. La corrispondenza con gli Ottomani proseguì anche sotto Selim III sino alla battaglia finale nell'anno 1799.
Tīpū cercò dunque di stabilire un'alleanza con la Francia di Napoleone Bonaparte, proponendogli un valido aiuto per sconfiggere i suoi nemici inglesi sul piano coloniale in India, in cambio dell'aiuto da apportare al proprio regno contro la Compagnia britannica delle Indie Orientali.
Come suo padre prima di lui, Tīpū mantenne molte ambascerie di contatto con Mohammad Ali Khan e con i reggenti della dinastia Zand in Persia e con Hamad bin Sa'id, governante del Sultanato di Oman.

### La guerra contro i Maratha
L'Impero Maratha, sotto il nuovo pascià Madhavrao II, aveva riconquistato gran parte del subcontinente indiano, sconfiggendo per ben due volte il padre di Tipu, che era stato costretto ad accettare la supremazia dell'Impero maratha nel 1764 e nuovamente nel 1767. Nel 1767 Maratha Peshwa Madhavrao sconfisse sia Hyder Ali sia Tīpū ed entrò a Srirangapatna, capitale di Mysore. Hyder Ali accettò l'autorità di Madhavrao che gli concesse il titolo di Nawwāb di Mysore. Ad ogni modo Tipu era intenzionato a evadere dalle costrizioni del trattato coi Maratha e tentò di riprendere possesso col suo governo di alcuni forti maratha nella parte meridionale dell'India. Questo portò Tipu in diretto conflitto con i Maratha che inviarono delle armate contro Mysore alla guida del generale Nana Phadnavis. I Maratha riuscirono a riconquistare molti forti del Sultano Tīpū a Mysore e nella regione di Badami, Kittur e Gajendragad nel giugno del 1786. Con la vittoria di questa guerra, i confini dei territori dei Maratha si estesero sino al fiume Tungabhadr il che costrinse Tipu ad aprire dei negoziati con la leadership maratha. Egli inviò due dei suoi agenti alla capitale maratha di Pune. Il patto che ne derivò fu la restituzione dei territori conquistati da Mysore ai Maratha. Successivamente il Niẓām di Hyderābād ricevette Adoni, e Mysore venne obbligata a pagare un forte tributo ai Maratha in cambio del riconoscimento da parte dei Maratha del governo di Tipu sulla regione di Mysore.

### La terza guerra anglo-mysore

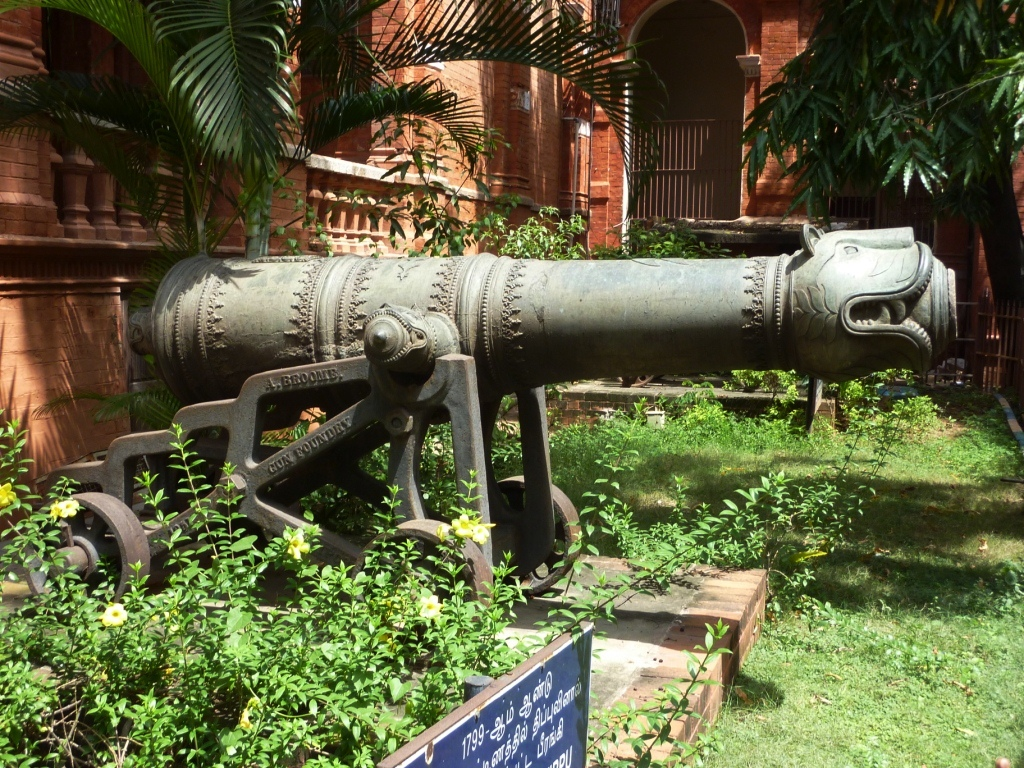
Cannone usato dalle forze del sultano Tipu nella battaglia di Shrirangapattana 1799

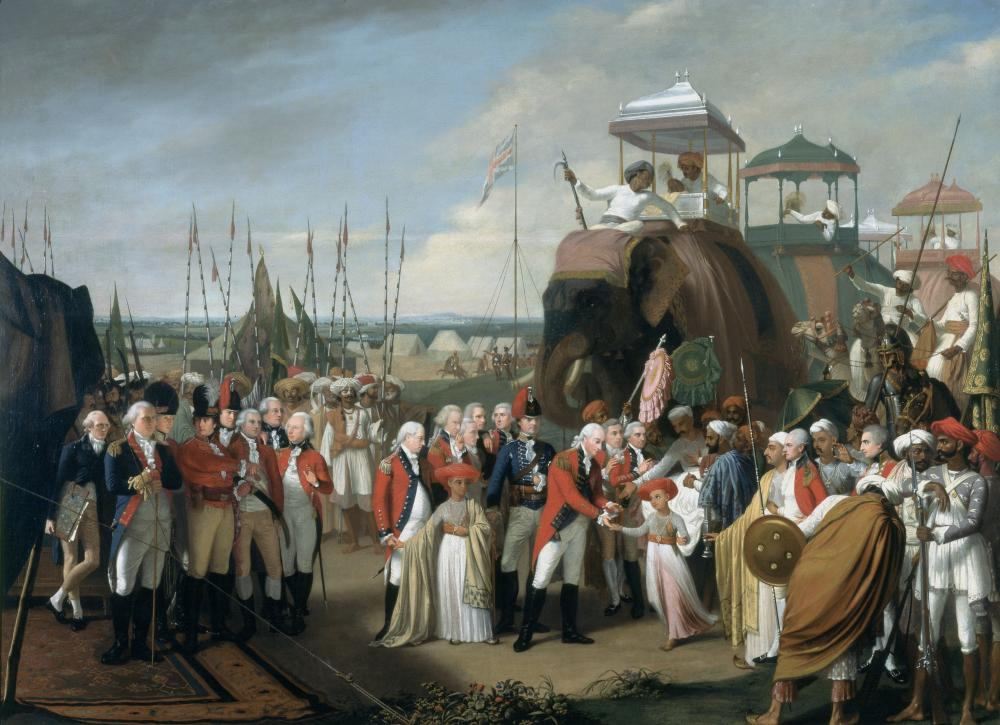
Il generale Lord Cornwallis, riceve due dei figli del Sultano Tīpū come ostaggi nel 1793.

Nel 1789 il sultano Tīpū disputò l'acquisizione da parte di Dharma Raja di Travancore delle due fortezze olandesi nel Regno di Cochin, stato tributario di Mysore. Nel dicembre del 1789 egli ammassò le proprie truppe a Coimbatore, ed il 28 dicembre fece partire l'attacco sulle linee di Travancore, sapendo che Travancore era (secondo il Trattato di Mangalore) un alleato della Compagnia britannica delle Indie orientali. Per via della strenua resistenza incontrata, Tīpū non fu in grado di irrompere nelle linee di Travancore e lo stesso Maharaja nemico si rivolse agli Inglesi per ottenere aiuto. Come risposta, Lord Cornwallis mobilitò una compagnia delle forze militari britanniche in loco e formò un'alleanza tra i Maratha e il Niẓām di Hyderābād per opporsi a Tīpū. Nel 1790 le forze della Compagnia avanzavano prendendo il controllo di gran parte del distretto di Coimbatore. Tīpū contrattaccò riprendendosi gran parte del territorio anche se gli Inglesi continuavano ad attestarsi a Coimbatore. Egli dunque discese nel Karnataka, raggiungendo Pondicherry ove tentò senza successo di coinvolgere i Francesi nel conflitto.
Nel 1791 i suoi oppositori avanzavano su tutti i fronti, con il grosso dell'esercito inglese al comando di Lord Cornwallis alla presa di Bangalore. Tīpū riuscì a tagliare i rifornimenti britannici e le comunicazioni degli invasori. In questo ultimo vittorioso sforzo, Cornwallis indietreggiò, ritirandosi da Bangalore tentando poi di assediare Srirangapatna. Dopo il ritiro, Tīpū inviò delle forze a Coimbatore, città che venne riconquistata dopo un lungo assedio.
La campagna del 1792 fu un fallimento per Tīpū. Le armate nemiche erano ben rifornite e Tīpū non fu in grado di evitare il congiungimento delle forze provenienti da Bangalore e quelle da Bombay prima di giungere a Srirangapatna. Dopo circa due settimane d'assedio, Tīpū aprì i negoziati per la resa. Nel successivo trattato, questi venne forzato a cedere metà del territorio di Mysore alle forze britanniche, ed a lasciare due dei suoi figli come ostaggi agli Inglesi sino al completo pagamento di tutti i danni di guerra.

#### Il tentato legame con Napoleone

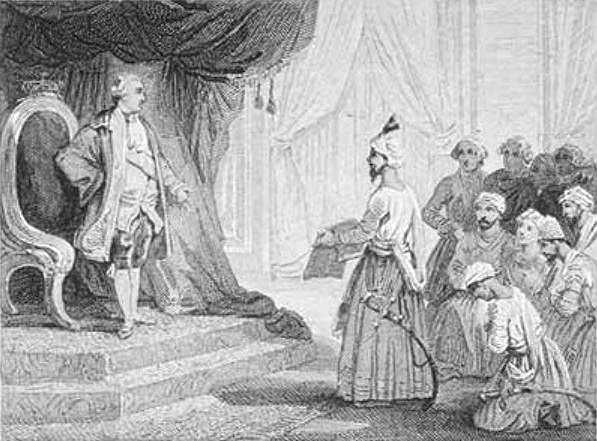
Luigi XVI di Francia riceve gli ambasciatori del Sultano Tīpū nel 1788. Tīpū è noto per aver inviato molte missioni diplomatiche in Francia, nell'Impero ottomano, nel Sultanato di Oman, presso la dinastia persiana degli Zand e nell'Impero Durrani.

Una delle motivazioni dell'invasione napoleonica dell'Egitto fu di stabilire un collegamento tra l'India e la Francia a danno degli Inglesi. Bonaparte voleva porre una presenza francese in Medio Oiente, col sogno ultimo di collegarsi in alleanza col Sultano Tīpū. Napoleone assicurò il Direttorio francese "come velocemente ho conquistato l'Egitto, così stabilì relazioni coi principi indiani e, insieme a loro, attaccò gli Inglesi nei loro possedimenti coloniali." Secondo il rapporto del 13 febbraio 1798 a firma di Talleyrand: "Avendo occupato e fortificato l'Egitto, scenderemo con una forza di 15 000 uomini da Suez in India, per ricongiungerci alle forze del Sultano Tīpū al fine di scacciare i Britannici." Napoleone ad ogni modo non riuscì in questa sua strategia, perdendo all'assedio di Acri nel 1799, e nella battaglia di Abukir nel 1801.

### La morte

#### La quarta guerra anglo-mysore

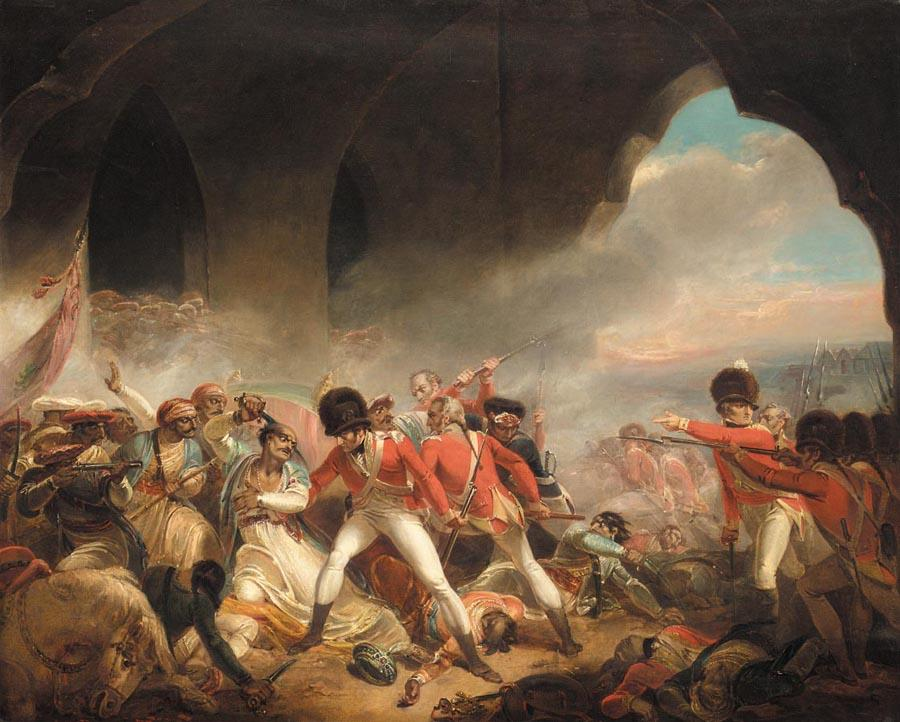
L'ultimo sforzo e la caduta del sultano Tipu in un dipinto di Henry Singleton, c. 1800

Dopo che Horatio Nelson ebbe sconfitto François-Paul Brueys D'Aigalliers nella Battaglia del Nilo in Egitto nel 1798, tre eserciti uno da Bombay e due britannici (uno dei quali includeva Arthur Wellesley, futuro primo Duca di Wellington), marciarono verso Mysore nel 1799 e assediarono la capitale Shrirangapattana nella Quarta guerra anglo-mysore.

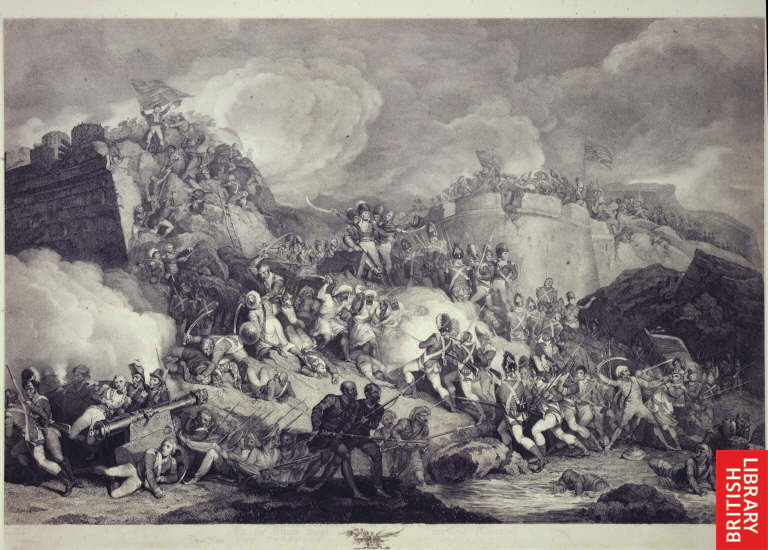
Le forze del Sultano Tīpū durante l'assedio di Srirangapatna.

L'esercito della Compagnia britannica delle Indie Orientali contava più di 26 000 soldati di cui 4 000 europei ed il resto indiani. Una colonna venne fornita dal Niẓām di Hyderābād e consisteva di dieci battaglioni e di più di 16 000 cavalieri e molti soldati inviati dai Maratha. Le forze inglesi giunsero così a 50 000 unità mentre quelle di Tīpū erano assestate sulle 30 000. Gli Inglesi fecero breccia sulle mura della città e Tīpū morì nel tentativo di difendere la sua capitale, il 4 maggio di quell'anno. Quando il corpo di Tīpū venne identificato, Wellesley auscoltò le sue pulsazioni e confermò la morte del Sultano. Vicino a lui, si trovava uno dei suoi più importanti servitori, Rajah Cawn, che fu in grado di identificarlo chiaramente. Tipu era stato ucciso presso il cancello orientale della città, non lontano dalla fortezza cittadina. Tipu venne sepolto nel pomeriggio del giorno successivo, presso la salma del padre. Nel bel mezzo del suo funerale, scoppiò un violentissimo temporale con pioggia e vento al punto che il luogotenente Richard Bayly del 12º reggimento presente alla cerimonia scrisse, "Ho avuto esperienza di uragani, tifoni e ventate in mare, ma niente di tutto questo è paragonabile a quanto ho visto in quest'occasione".
Immediatamente dopo la morte di Tīpū molti membri della Compagnia britannica delle Indie Orientali ritenevano che Umdat Ul-Umra, il Nawwāb del Karnataka, fosse stato segretamente aiutante di Tipu e come tale richiesero la sua deposizione nel 1799.

## Leadership, politica e innovazioni
Tra le varie innovazioni volute da Tīpū risultano anche alcune innovazioni in campo militare, come il ricorso ai razzi.

### I razzi Mysore

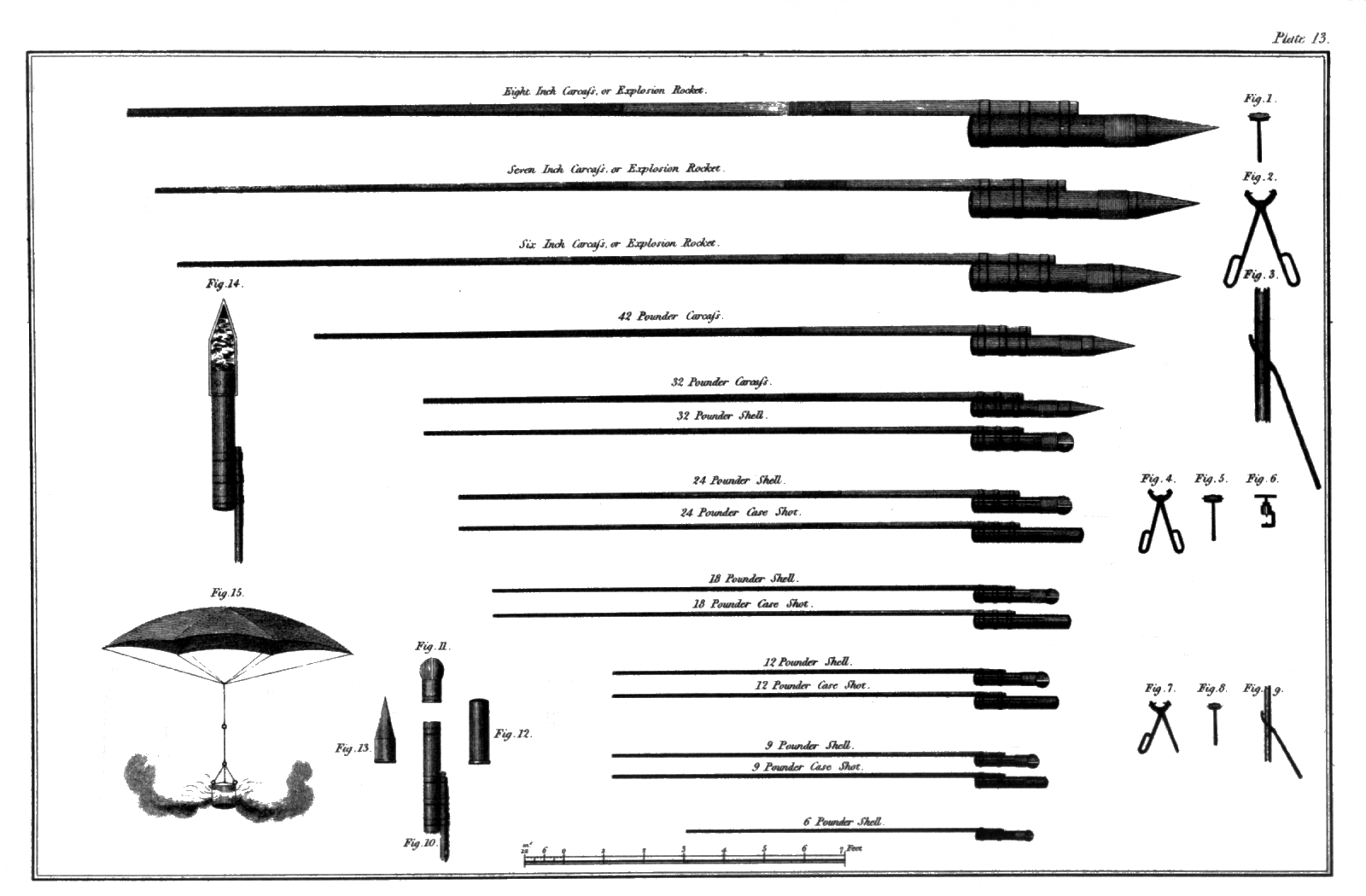
Tīpū organizzò delle proprie brigate di razzieri conosciute come cushun, espandendone il numero da 1500 uomini impiegati a 5000. I razzi Mysore vennero utilizzati durante le sue guerre contro gli Inglesi e poi reimpiegati da essi stessi nelle Guerre napoleoniche.

Il padre di Tīpū aveva ampliato il ricorso all'uso dei razzi nell'esercito mysoreano, segnando una delle innovazioni principali della logistica militare dell'epoca. Impiegò circa 1 200 uomini specializzati per gestire il lancio dei razzi, in grado di calcolare balisticamente l'angolo di posizionamento in base al diametro del cilindro ed alla distanza del bersaglio. I razzi avevano delle lame montate sulle loro estremità, che potevano facilmente avere un effetto "di massa" sui nemici anche in vasta formazione. Tīpū dopo la morte di suo padre incrementò il corpo sino a 5 000 razzieri e li utilizzò largamente nella Battaglia di Pollilur, dimostrando che tali razzi erano molto più avanzati dei precedenti in quanto sfruttavano caratteristiche casse in ferro come camere di combustione per il propellente, permettendo così una maggiore gittata ai missili (circa 2 km) e una maggior loro durata.
I resoconti inglesi descrivono l'uso di questi razzi in particolare durante la terza e la quarta guerra anglo-mysore. Durante la battaglia di Srirangapatna del 1799, le pallottole inglesi colpirono un magazzino contenente razzi, che esplosero rovinosamente.
Dopo la sconfitta di Tīpū nella quarta guerra gli Inglesi presero un gran numero di razzi Mysore che studiarono poi in madrepatria elaborando i cosiddetti razzi Congreve che vennero poco dopo sfruttati nelle Guerre napoleoniche.

### La marina di Mysore
Nel 1786 il Sultano Tīpū , seguendo la linea tracciata da suo padre, decise di costruire una marina militare costituita da 20 navi da guerra da 72 cannoni ciascuna e 20 fregate da 62 cannoni. Nell'anno 1790 egli nominò Kamaluddin come suo nuovo Mīr Bahar (Comandante del mare) e stabilì porti a Jamalabad e a Majidabad. L'ammiragliato di Tipu era composto da 11 comandanti al servizio di un Mir Yam. Un Mir Yam era guidato da 30 ammiragli, ciascuno dei quali aveva due navi. Dal 1789 gran parte delle carene delle navi di Tipu vennero ricoperte da rame, un'idea che incrementò notevolmente la longevità delle navi e che era stata suggerita a Tīpū dall'ammiraglio francese Pierre André de Suffren de Saint Tropez.

## La politica religiosa

### Attitudini verso gli induisti
Come regnante musulmano di uno stato largamente induista, Tīpū incontrò subito il problema nello stabilire il proprio potere e legittimare il suo ruolo, nonché riconciliare il desiderio di essere visto come un devoto islamico pur tollerando il culto di maggioranza del suo popolo. Molti gruppi lo proclamarono grande guerriero della fede (Ghazi), mentre altri lo videro come un bigotto islamico che voleva solo massacrare gli indù.
Durante i primi anni del regno di Tīpū in particolare, egli apparve particolarmente duro come il padre nei confronti dei non-musulmani che fossero stati accusati di collaborazionismo con la Compagnia britannica delle Indie orientali o con i Maratha. Nel 1780, egli si autoproclamò Badshah (Padishah) o Imperatore di Mysore, e iniziò a coniare monete col suo nome, senza il permesso dell'Imperatore mughal Shah 'Alam II. H. D. Sharma scrive a tal proposito che nella sua corrispondenza con altri regnanti islamici come gli scià afghani della dinastia Durrani, Tipu utilizzò tale titolo e dichiarava spesso di voler creare un vero e proprio impero islamico nell'intera area indiana, sulle linee dell'impero mughal, che era ormai al declino in quell'epoca. Egli invitò persino Shāh Zamān a invadere l'India per aiutarlo in questa impresa. La sua alleanza coi Francesi poté quindi spiegarsi anche in questo senso, con l'intento di escludere dall'India gli invasori inglesi.
La figura di Tīpū come bigotto religioso fa ancora oggi discutere ed alcune fonti del XX secolo suggeriscono che egli fosse effettivamente in imbarazzo nel tollerare un pluralismo religioso. Il tesoriere di Tipu, Krishna Rao e il suo ministro della Sicurezza, Shamaiya Iyengar, erano induisti di religione. Nota è anche la sua corrispondenza con molti templi indiani ai quali donò gioielli e preziosi in segno della sua benevolenza, nonché terre e possedimenti in tutta l'India, così da farci pensare che il suo fosse essenzialmente un intento politico di alleanza piuttosto che segno di tolleranza religiosa. Tra il 1782 ed il 1799 Tīpū fece 34 donazioni a templi indiani con grande pubblicità di questi eventi. Il tempio di Srikanteswara a Nanjangud ancora oggi possiede una coppa ingioiellata dono del sultano.
Nel 1791, alcuni cavalieri maratha al comando di Raghunath Rao Patwardhan razziarono il tempio e il monastero di Sringeri Shankaracharya, uccidendo e ferendo molte persone, saccheggiando il monastero di tutti i suoi beni preziosi. I monaci di Shankaracharya chiesero aiuto al Sultano Tīpū e iniziò una corrispondenza di 30 lettere ritrovate nel 1916 dal direttore del dipartimento di archeologia di Mysore. In questi scritti il sultano esprimeva tutta la sua indignazione per l'accaduto scrivendo: "Le persone che hanno peccato contro un luogo così sacro devono sicuramente pagare le conseguenze dei loro atti e verrà presto il giorno in cui si compirà la profezia di Kalì: "Hasadbhih kriyate karma ruladbhir-anubhuyate" (Le persone che commettono malignità ridono ma soffriranno le conseguenze piangendo)."
Egli immediatamente diede disposizioni per raccogliere fondi da destinare al tempio ed altri articoli preziosi e doni da recapitare al monastero. Alla luce di questi eventi, B.A. Saletare ha descritto Tipu come un difensore degli induisti, dal momento che egli è anche stato patrono di altri templi tra cui quello di Melkote per il quale ha emesso un decreto con versi invocatori da recitarsi in forma tradizionale. Il tempio di Melkote conserva ancora oggi un vascello in oro ed argento con iscrizioni che lo indicano come dono del Sultano. Tīpū donò anche quattro coppe d'argento al tempio di Lakshmikanta a Kalale.

#### Critiche nei resoconti inglesi
Brittlebank, Hasan, Chetty, Habib e Saletare, tra gli altri, ritengono che la maggior parte delle storie che vedono inquadrare Tipu come un persecutore degli induisti e dei cristiani siano derivate in gran parte dall'opera di discredito fatta da scrittori inglesi come Kirkpatrick e Wilks, che non sarebbero da considerarsi come neutrali. A. S. Chetty suggerisce che il racconto di Wilks in particolare non può essere credibile, Irfan Habib e Mohibbul Hasan suggeriscono invece come tale fosse l'interesse dei britannici a presentare Tipu come un sanguinario per giustificare la missione liberatrice degli inglesi su Mysore.

#### Conversione degli induisti all'islam
Tipu inviò una lettera il 19 gennaio 1790 al governatore di Bekal, Budruz Zuman Khan. Essa riporta:
Sull'elsa della spada presentata da Tipu al marchese Wellesley vi era la seguente iscrizione:
Molti oggetti in oro ed argento come medaglie, riportavano impressi dei motti del sovrano in persiano come "Di Dio, propinatore di tante grazie" o "vittoria e conquista ci pervengono dall'Altissimo", create nel 1780 in occasione della schiacciante vittoria sugli Inglesi. Quella che segue è la trascrizione del testo di una pietra ritrovata a Seringapatam, posta in un luogo d'onore presso il forte:
Nel 1788, Tīpū ordinò al suo governatore a Calcutta, Shēr Khān, di iniziare un procedimento per convertire gli induisti all'islam, e già ne luglio di quell'anno 200 bramini vennero forzati a convertirsi mangiando carne regolarmente, tradendo uno dei principi cardine dell'induismo. Mohibbul Hasan, il Prof. Sheikh Ali e altri storici indiani hanno interpretato queste conversioni come un segnale di volontà politica più che religiosa di Tīpū, così da mostrare la sua potenza e la sua capacità di coercizione.

#### Promozione del linguaggio hindustano

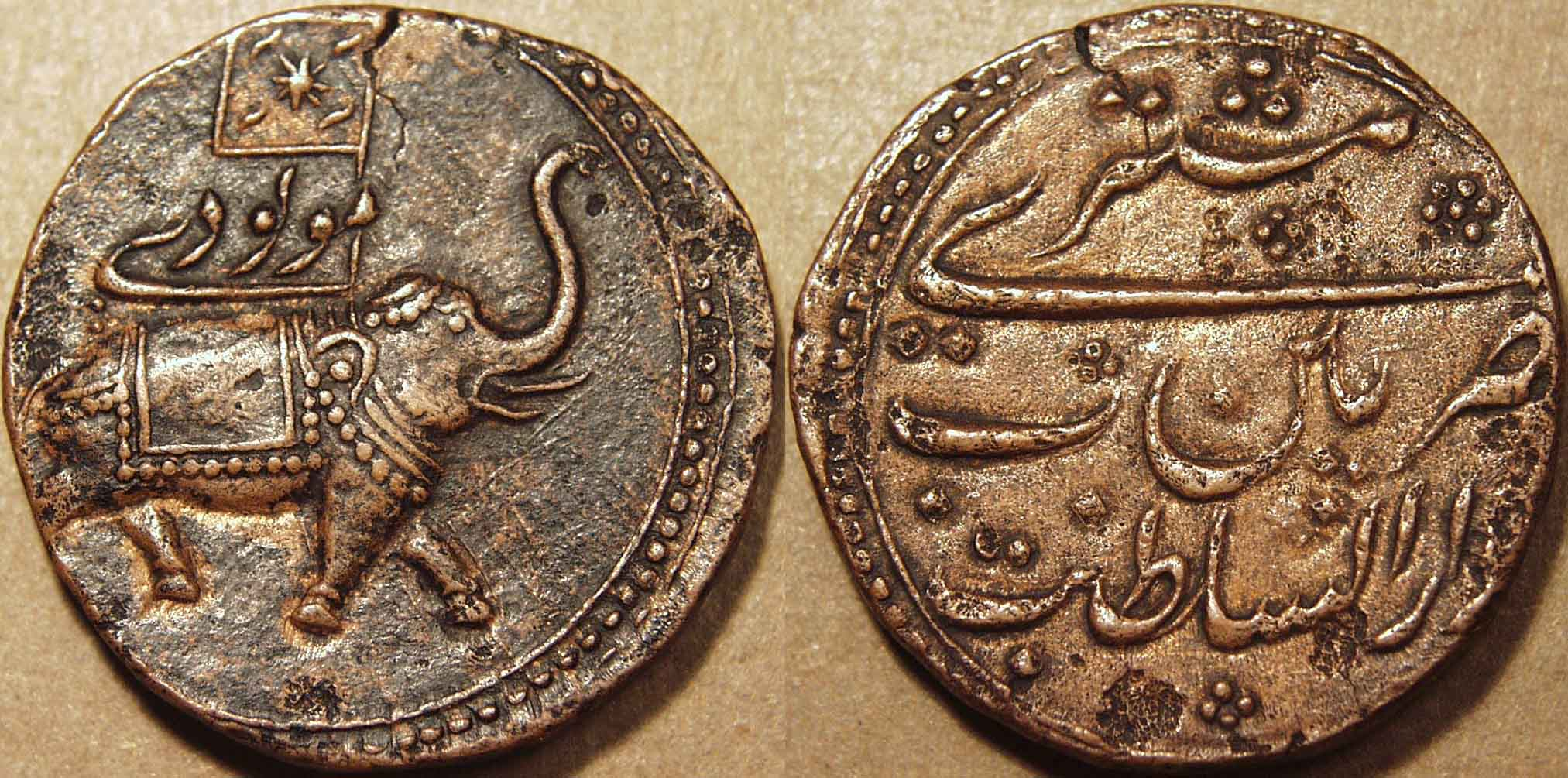
Tra le sue molte innovazioni, Tīpū introdusse un nuovo sistema monetario, incluso il paisa da 23 grammi in rame. La moneta, sulla parte frontale, riportava l'emblema del Sultanato di Mysore.

Tīpū rafforzò ed istituì l'educazione in lingua Urdu-Hindi ed in persiano tra i musulmani della regione di Mysore, al punto che ancora oggi i musulmani della regione sono soliti parlare questi linguaggi regolarmente.

#### Atteggiamenti verso i cristiani

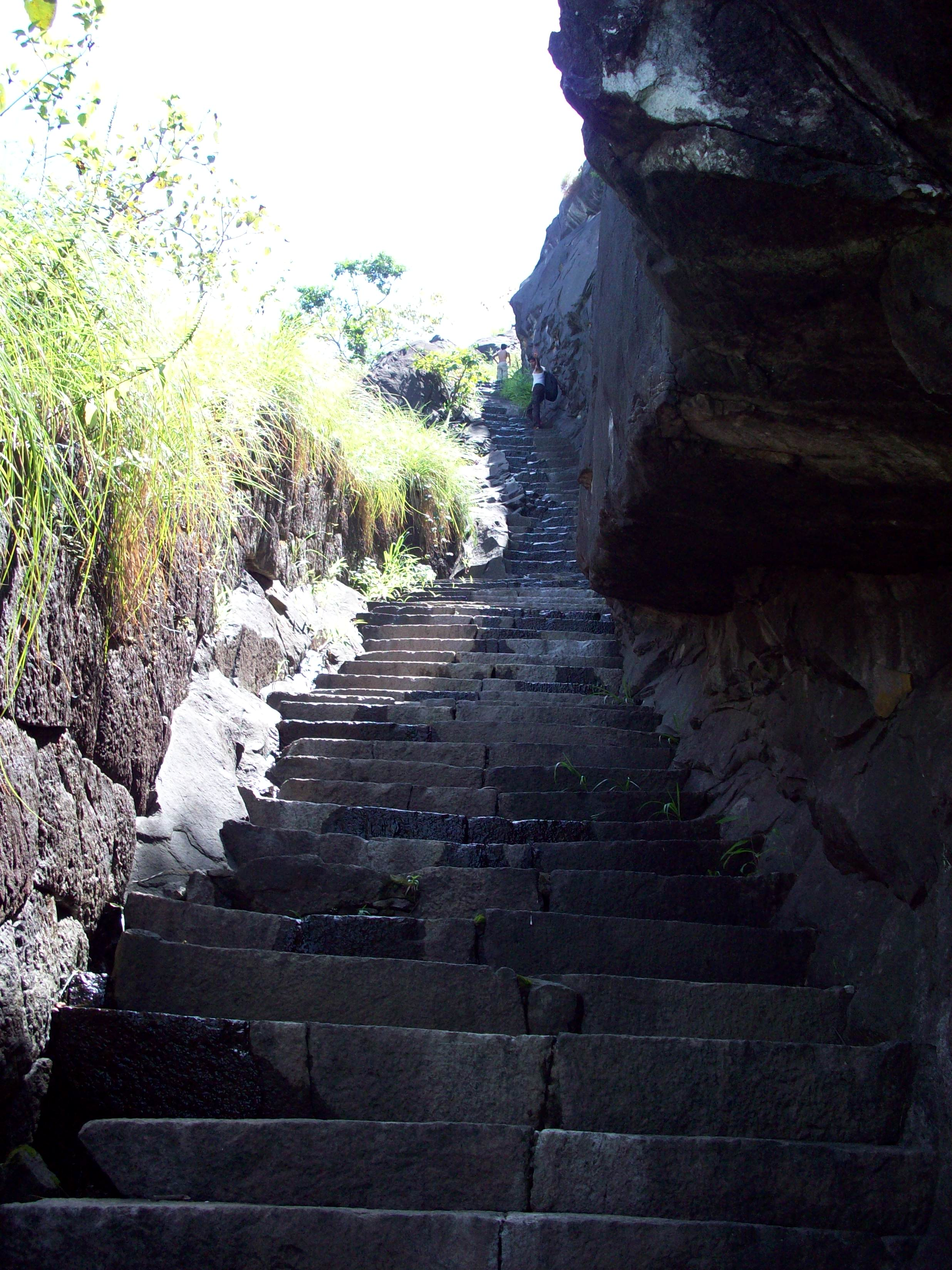
Il camminamento del forte di Jamalabad. I cattolici mangaloresi percorsero questa strada per raggiungere Shrirangapattana

Pur essendo un devoto musulmano, Tīpū si trovò a reggere uno stato essenzialmente composto da induisti e cristiani. Su richiesta dei Francesi egli fece costruire a Mysore la prima chiesa cattolica e ammise i cattolici a far parte del proprio esercito, ammettendoli anche nella sua amministrazione statale.
Alcuni storici hanno visto Tīpū come un principe anti-cristiano. La prigionia dei Cattolici di Mangalore a Shrirangapattana, che ebbe inizio il 24 febbraio 1784 e terminò il 4 May 1799, rimane la più triste memoria della loro storia.
Il manoscritto di Barcoor riporta una frase detta da Tīpū: "Tutti i musulmani siano uniti insieme, e considerino l'annichilimento dei fedeli come un dovere sacro, lavoro al quale debbano dare tutta la loro forza." Poco dopo il Trattato di Mangalore del 1784, Tipu ottenne il controllo di Canara. Egli inviò subito l'ordine di confiscare le terre dei cristiani locali, e deportarli a Seringapatam, capitale del suo impero, attraverso i camminamenti del forte di Jamalabad. Ad ogni modo non vi erano sacerdoti tra i prigionieri perché per quelli si preferì l'esilio con divieto di ritorno a predicare nei domini di Mysore.
Tīpū ordinò la distruzione di 27 chiese cattoliche, tutte splendidamente decorate con statue di santi e pitture varie. Tra queste spiccava la chiesa di Nossa Senhora de Rosario Milagres a Mangalore, il seminario del portoghese frate Miranda a Monte Mariano, la chiesa di Jesu Marie Jose a Omzoor, una cappella a Bolar, la chiesa della Mercede di Ullal, l'Imaculata Conceiciao a Mulki, San Jose a Perar, Nossa Senhora dos Remedios a Kirem, Sao Lawrence a Karkal, Rosario a Barkur, Immaculata Conceciao a Baidnur. Tutte queste strutture vennero rase al suolo, a eccezione della chiesa della Santa Croce a Hospet.
Secondo Thomas Munro, soldato scozzese, circa 60 000 persone, circa il 92% dell'intera comunità cattolica di Mangalore, vennero catturate e solo 7.000 riuscirono a scappare. Francis Buchanan fornisce un numero di 70 000 prigionieri a fronte di una popolazione di 80 000 con 10 000 fuggitivi. I prigionieri vennero costretti a scalare una montagna altra 4 000 metri per giungere nella giungla, con un percorso durato sei settimane ove perirono circa 20 000 persone per poi giungere a Seringapatam. Secondo l'ufficiale britannico James Scurry, che cadde prigioniero tra i cattolici mangaloresi, 30 000 persone vennero forzosamente convertite all'islam, mentre le donne venivano date in moglie a musulmani locali. I giovani che facevano resistenza venivano sfigurati attraverso il taglio del naso, delle labbra e delle orecchie. Secondo il signor Silva di Gangolim, sopravvissuto alla prigionia, se una persona fuggita da Seringapatam veniva ritrovata, la punizione secondo le disposizioni di Tīpū era il taglio delle orecchie, del naso, dei piedi, e di una mano.
L'arcivescovo di Goa scriveva nell'anno 1800: "È noto in tutta l'Asia e nelle altre parti del globo l'oppressione che dovettero soffrire i cristiani dei domini del re di Kanara, durante l'usurpazione del trono da parte del sultano Tipu che implacabilmente si scagliò contro quanti professavano il cristianesimo."
Con la conquista del Malabar e di Kochi molte chiese locali vennero danneggiate. Il vecchio seminario siriano di Nasrani a Angamaly, che per secoli era stato il principale centro per l'educazione della chiesa orientale, venne razziato e raso al suolo dalle truppe di Tīpū, lasciando che secoli di preziosi manoscritti conservati nella ricca biblioteca scomparissero per sempre. La chiesa locale venne poi ricollocata a Kottayam ove attualmente si trova ancora.
La persecuzione dei cristiani da parte di Tīpū venne portata avanti anche nei confronti dei soldati inglesi catturati. Ad esempio, a seguito della disastrosa sconfitta della Battaglia di Pollilur del 1780, 7.000 soldati britannici vennero catturati da Tīpū e posti nella fortezza di Seringapatnam. Di questi, più di 300 vennero circoncisi ed ottennero nomi musulmani e vestiti adeguati, mentre la maggior parte dei ragazzini che erano usati come tamburini nell'esercito indossarono il ghagra cholis e intrattennero la corte come danzatori travestiti da ragazze. Dopo 10 anni di cattività, James Scurry, uno di questi prigionieri, raccontò di come si fosse dimenticato di come ci si sedesse su una sedia normalmente e l'uso del coltello e della forchetta. Il suo inglese appariva ormai quasi incomprensibile avendo perso l'abitudine di parlarlo frequentemente. La sua pelle si era scurita e aveva sviluppato una singolare avversione contro i vestiti europei.
Durante la resa del forte di Mangalore che venne lasciato come da armistizio, Tīpū fece uccidere oltre 5 600 cattolici locali. Questi, condannati per tradimento, vennero impiccati istantaneamente e gettati giù da una lunga scarpata verso il fiume Netravati che si imputridì a tal punto di cadaveri che la popolazione locale dovette abbandonare le proprie case presso il fiume.

## Discendenza
Tipu ebbe i seguenti figli:

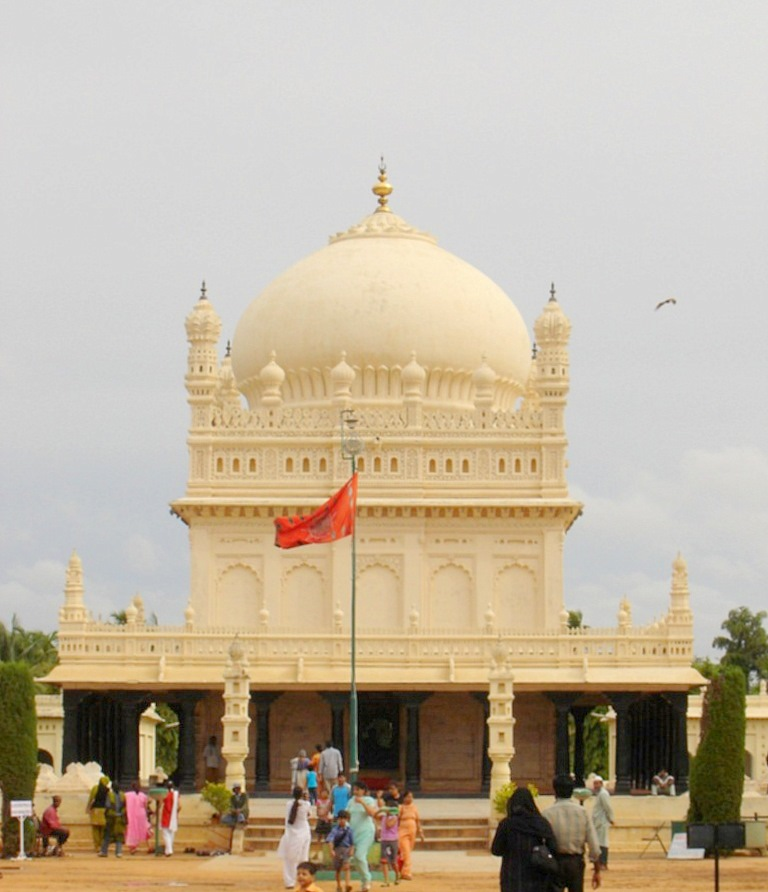
Il mausoleo di Tipu è un esempio tipico dell'architettura islamica. Ancora oggi la struttura è sovrastata dalla bandiera di Tipu.

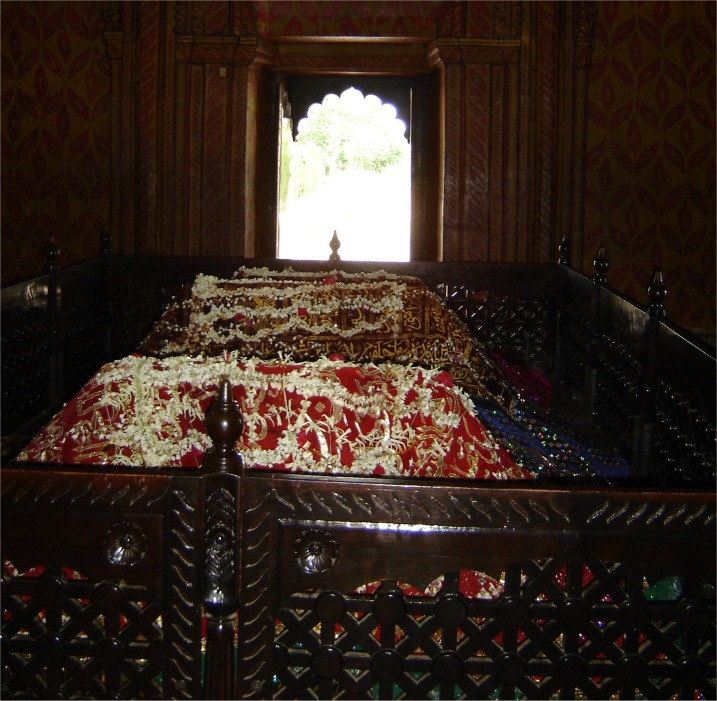
La tomba di Tipu a Srirangapatna, a fianco di quella di suo padre e di sua madre.

1. Shahzada Hyder Ali Sultan Sahib (1771 – 30 luglio 1815)
2. Shahzada Abdul Khaliq Sultan Sahib (1782 – 12 settembre 1806)
3. Shahzada Muhi-ud-din Sultan Sahib (1782 – 30 settembre 1811)
4. Shahzada Mu'izz-ud-din Sultan Sahib (1783 – 30 marzo 1818)
5. Shahzada Mi'raj-ud-din Sultan Sahib (1784? – ?)
6. Shahzada Mu'in-ud-din Sultan Sahib (1784? – ?)
7. Shahzada Muhammad Yasin Sultan Sahib (1784 – 15 marzo 1849)
8. Shahzada Muhammad Subhan Sultan Sahib (1785 – 27 settembre 1845)
9. Shahzada Muhammad Shukrullah Sultan Sahib (1785 – 25 settembre 1837)
10. Shahzada Sarwar-ud-din Sultan Sahib (1790 – 20 ottobre 1833)
11. Shahzada Muhammad Nizam-ud-din Sultan Sahib (1791 – 20 ottobre 1791)
12. Shahzada Muhammad Jamal-ud-din Sultan Sahib (1795 – 13 novembre 1842)
13. Shahzada Munir-ud-din Sultan Sahib (1795 – 1º dicembre 1837)
14. Sua Altezza Reale Shahzada Sir Ghulam Muhammad Sultan Sahib, KCSI (marzo 1795 – 11 agosto 1872)
15. Shahzada Ghulam Ahmad Sultan Sahib (1796 – 11 aprile 1824)
16. Shahzada............. Sultan Sahib (1797–1797)

Dopo la morte di Tīpū, tutta la sua famiglia venne inviata a Calcutta per ordine dei Britannici. Una discendente di uno degli zii di Tīpū, Noor Inayat Khan, fu un'agente della Special Operations Executive durante la Seconda guerra mondiale. Arrestata dai tedeschi, fu uccisa nel campo di concentramento di Dachau nel 1944.

## La spada e la tigre

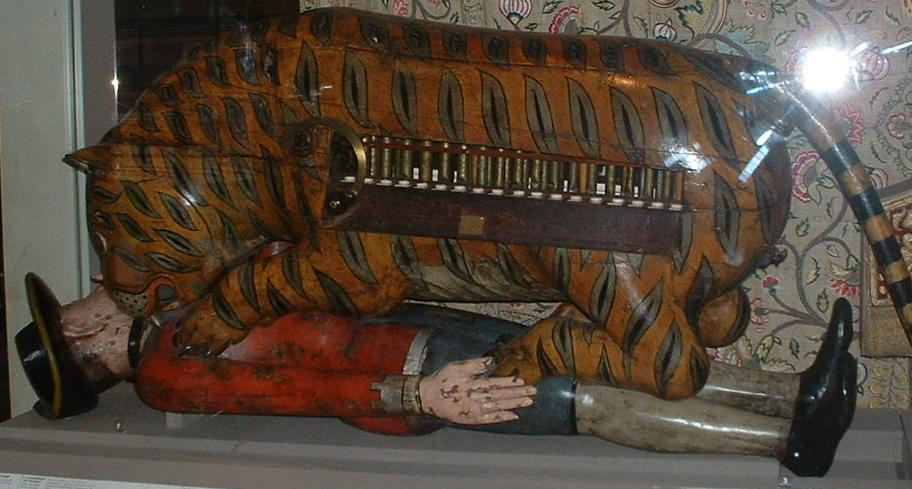
La tigre di Tīpū oggi esposta al Victoria and Albert Museum di Londra

Tīpū perdette la propria spada in guerra contro i Nair di Travancore nel corso della Battaglia della Nedumkotta, nella quale venne sconfitto. L'esercito nair sotto la guida di Raja Kesavadas sconfisse nuovamente quello di Mysore presso Aluva. Il Maharaja, Dharma Raja, ritrovata la spada di Tīpū, ne fece dono al Nawwāb di Arcot, dal quale poi la spada passò a Londra. L'oggetto venne mostrato nella Wallace Collection, No. 1 Manchester Square, Londra. Nel corso di un'asta tenutasi a Londra nel 2004, l'industriale e politico Vijay Mallya riuscì ad acquistare la spada di Tīpū e altri oggetti storici dell'epoca, riportandoli in India per una mostra pubblica dopo due secoli.
Tīpū è noto soprattutto ai più col soprannome di Tigre di Mysore e adottò questo animale come proprio simbolo personale. Si racconta che una volta Tīpū era a caccia con un amico francese quando incontrò una tigre che egli tentò di scacciare col suo moschetto. Inceppatasi l'arma, l'animale si insospettì e attaccò Tīpū che riuscì a contrastarla uccidendola col proprio pugnale da caccia, guadagnandosi da allora il titolo di "tigre di Mysore". Per l'occasione egli fece realizzare da un ingegnere francese un automa conosciuto col nome di tigre di Tīpū, oggi in mostra al Victoria and Albert Museum di Londra.